# August von Othegraven

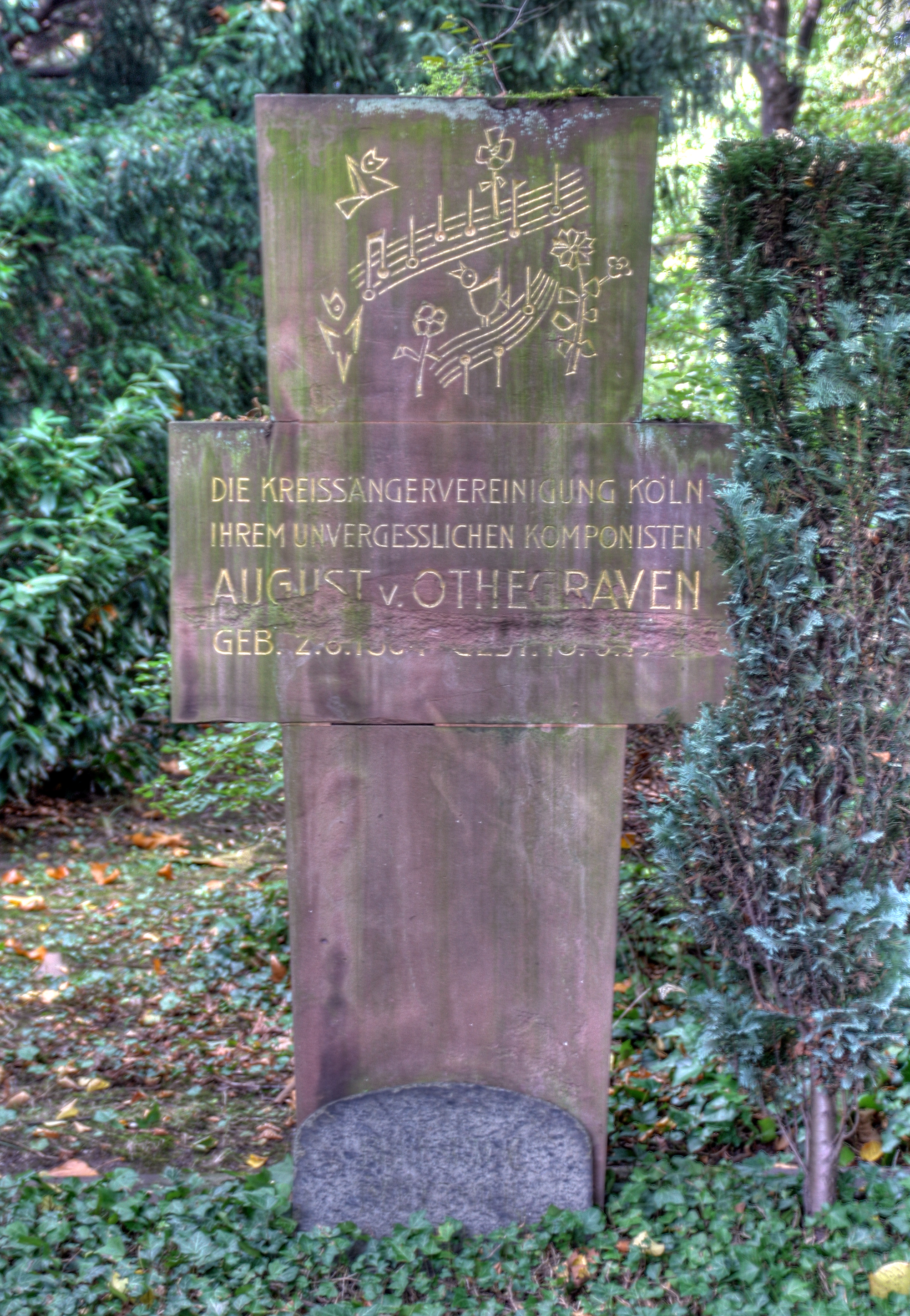
Grab von August von Othegraven auf dem Melaten-Friedhof in Köln

August von Othegraven (* 2. Juni 1864 in Köln; † 11. März 1946 in Wermelskirchen) war ein deutscher Komponist und Musikpädagoge.

## Leben
Er wirkte als Professor für Chorgesang am Konservatorium Köln. Zu seinen Schülern gehörten Gregor Schwake und Herbert Eimert. Die nach ihm benannte „August-von Othegraven-Plakette“ wird als Medaille und Anstecknadel in Bronze, Silber und Gold für Verdienste um die kulturelle Pflege und Förderung des Chorgesanges verliehen. Er ist unter anderem Komponist des Liedes „Ein Jäger aus Kurpfalz“.
Von Othegraven wurde in Köln auf dem Melaten-Friedhof begraben. Im Kölner Stadtteil Lindenthal wurde er mit der Benennung  der Othegravenstraße geehrt.